# Wolfgang Keuken
Wolfgang „Trixie“ Keuken (* 5. November 1954) ist ein ehemaliger deutscher Fußballspieler.

## Karriere
Wolfgang Keuken wurde am Niederrhein in der Jugend des VfB Rheingold Emmerich groß und wurde 1974 als damals 19-Jähriger von Trainer Horst Buhtz zum Bundesligisten Wuppertaler SV gelotst. Am 24. August 1974, dem 1. Spieltag der Saison 1974/75, debütierte Keuken in der ersten Fußball-Bundesliga im Spiel gegen den MSV Duisburg (1:4), als er für Gustav Jung eingewechselt wurde. Die Spielzeit mit dem WSV verlief für ihn allerdings wenig erfolgreich. Am Ende der Saison stand der Abstieg und „Trixie“ Keuken hatte nur zwei weitere Bundesligaeinsätze (gegen Eintracht Braunschweig und Werder Bremen) aufzuweisen. In der folgenden Zweitligasaison unter Neu-Trainer Diethelm Ferner bestritt der junge Abwehrspieler kein Spiel im Wuppertaler Profikader. Das änderte sich ein Jahr später unter Ferners Nachfolger Herbert Burdenski. Wolfgang Keuken kam in der Saison 1976/77 auf 22 Einsätze und scheiterte mit dem Wuppertaler SV als Tabellendritter nur knapp am Bundesligaaufstieg. In der Abschlussrechnung fehlten dem WSV drei Punkte zum Tabellenzweiten und Aufsteiger Arminia Bielefeld.
Wolfgang Keuken wechselte daraufhin im Sommer 1977 zum damaligen Niederrheinmeister und Aufsteiger in die zweite Bundesliga, 1. FC Bocholt. Für seinen neuen Verein spielte Keuken 1977/78 seine persönlich erfolgreichste Saison: In 34 Ligaeinsätzen erzielte er acht Tore, den Abstieg seines Klubs in die neugegründete Oberliga Nordrhein konnte er jedoch nicht verhindern. Nach der Vizemeisterschaft 1978/79 hinter Rot-Weiß Oberhausen feierte Keuken mit dem 1. FC Bocholt 1979/80 die Oberligameisterschaft und den Wiederaufstieg in die zweite Bundesliga. Zudem nahm die Mannschaft an der Deutschen Amateurmeisterschaft teil und erreichte das Halbfinale. Da nach der Saison 1980/81 die eingleisige zweite Liga eingeführt wurde, waren die Chancen auf den Klassenerhalt gering und der Verein stieg trotz Rang 12 sofort wieder ab. Im DFB-Pokal 1981/82 erreichte Keuken mit dem 1. FC Bocholt das Achtelfinale, wo man erst im Wiederholungsspiel dem 1. SC Göttingen 05 unterlag. In der Oberligasaison 1982/83 scheiterte er mit den Bocholtern als Oberliga-Vizemeister hinter Rot-Weiß Oberhausen knapp am Wiederaufstieg in die 2. Bundesliga, nahm dafür aber erneut an der Deutschen Amateurmeisterschaft teil.
Wolfgang Keuken bestritt insgesamt drei Bundesliga-Spiele und 85 Zweitligaspiele (10 Tore).